# Хайден (Швейцария)
Хайден (нем. Heiden) — коммуна в Швейцарии, в кантоне Аппенцелль-Аусерроден.
Население составляет 4029 человек (на 31 декабря 2006 года). Официальный код — 3032.
Находящаяся в нём деревня в стиле бидермайер вокруг церковной площади внесена в список объектов культурного наследия национального значения.

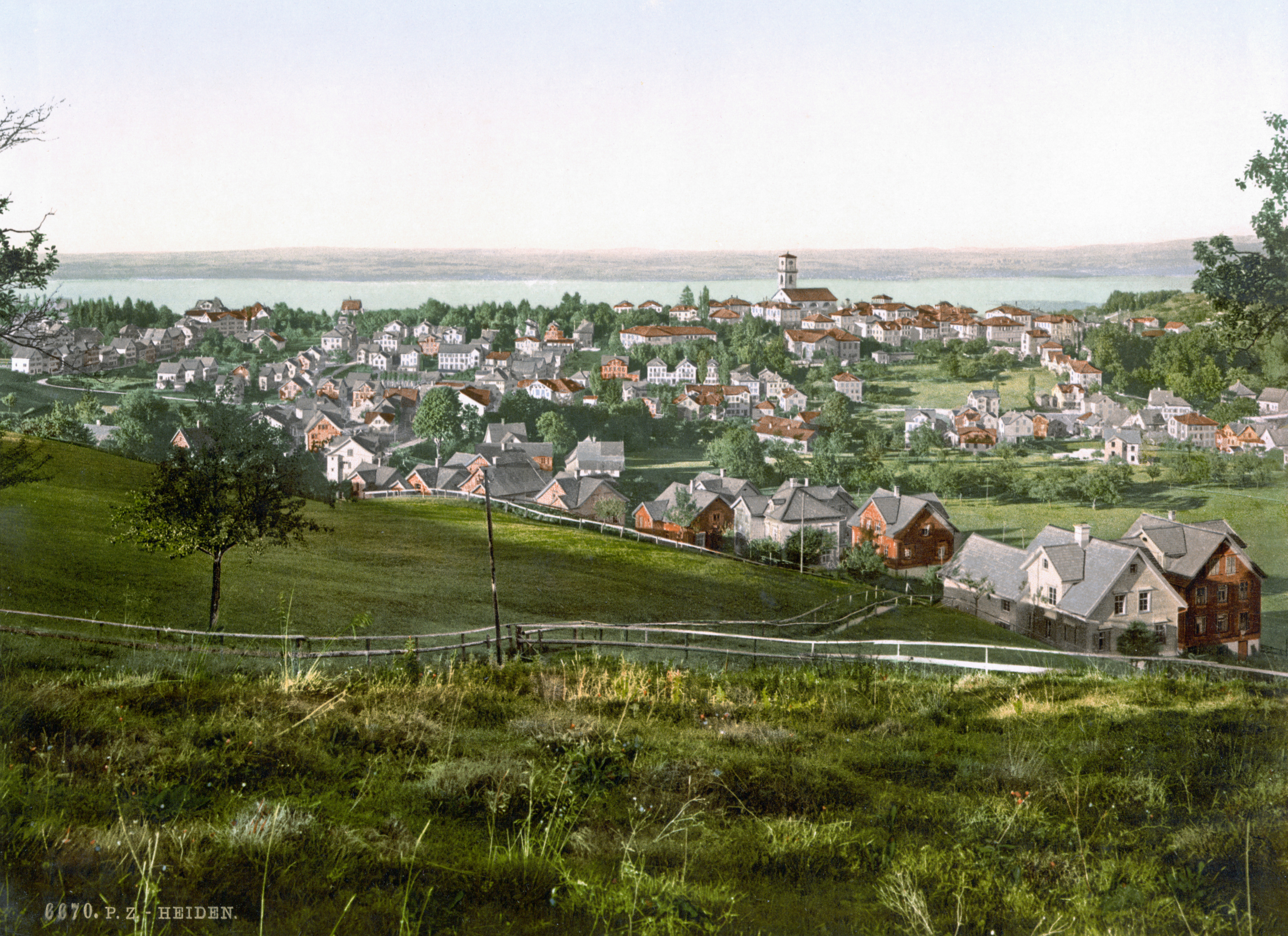
Хайден

## История
Хайден впервые был упомянут в 1461 году как «guot genant Haiden». Лутценберг, Хайден и Вольфхальден первоначально входили в состав одного муниципалитета под названием Курценберг. Около 1650 года Хайден и Вольфхальден не смогли договориться о контроле над местной церковью. Это привело к созданию церквей в каждой деревне в 1652 году, что сделало их независимыми. В 1658 году Курценберг был разделен на три отдельных муниципалитета вопреки правительству кантона; их границы были официально установлены в 1666—1667 годах.

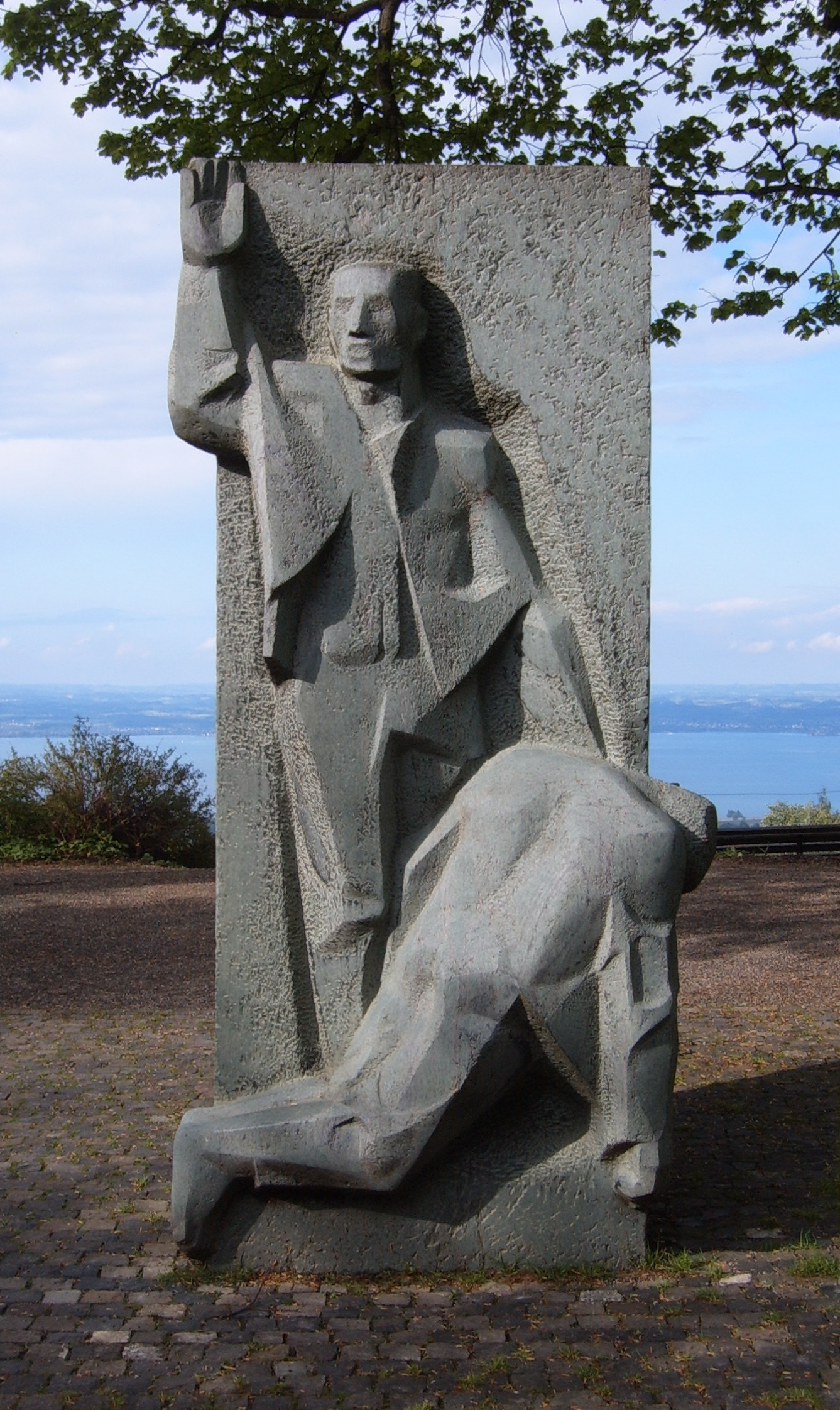
Памятник

Основатель Красного Креста Анри Дюнан провел свои последние годы в Хайдене. Бывший президент МККК Якоб Келленбергер также родился в Хайдене.

## География
По состоянию на 2006 год площадь Хайдена составляла 7,5 км². Из этой площади 52,4 % используется в сельскохозяйственных целях, в то время как 30,6 % покрыто лесами. Из остальной части земли 16,8 % заселено (здания или дороги), а остальная часть (0,3 %) непродуктивна (реки, ледники или горы). Муниципалитет расположен в бывшем районе Фордерланд на Курценберге. Он состоит из деревни Хайден и нескольких деревушек рядом.

## Демография
Население Хайдена (по состоянию на 2013 год) составляет 4052 человека, из которых около 18,3 % составляют иностранные граждане. За последние 10 лет численность населения сократилась на 4,2 %. Большая часть населения (по состоянию на 2000 год) говорит на немецком языке (88,7 %), на втором месте по распространенности — хорватский (5,9 %), на третьем — итальянский (1,1 %).
По состоянию на 2000 год гендерное распределение населения составляло 48,5 % мужчин и 51,5 % женщин. Распределение по возрасту (по состоянию на 2000 год) в Хайдене составляет: 311 человек или 7,7 % населения в возрасте от 0 до 6 лет, 512 человек или 12,6 % составляют 6-15 лет, а 219 человек или 5,4 % — 16-19 лет. Из взрослого населения 168 человек или 4,1 % населения в возрасте от 20 до 24 лет, 1179 человек или 29,0 % составляют 25-44 года, 966 человек или 23,8 % — 45-64 года, 491 человек, или 12,1 % населения в возрасте от 65 до 79 лет, и 217 человек, или 5,3 %, старше 80 лет.
На федеральных выборах 2007 года СДПШ получила 65 % голосов.
Уровень безработицы в Хайдене составляет 1,61 %.